# Peter Assmann

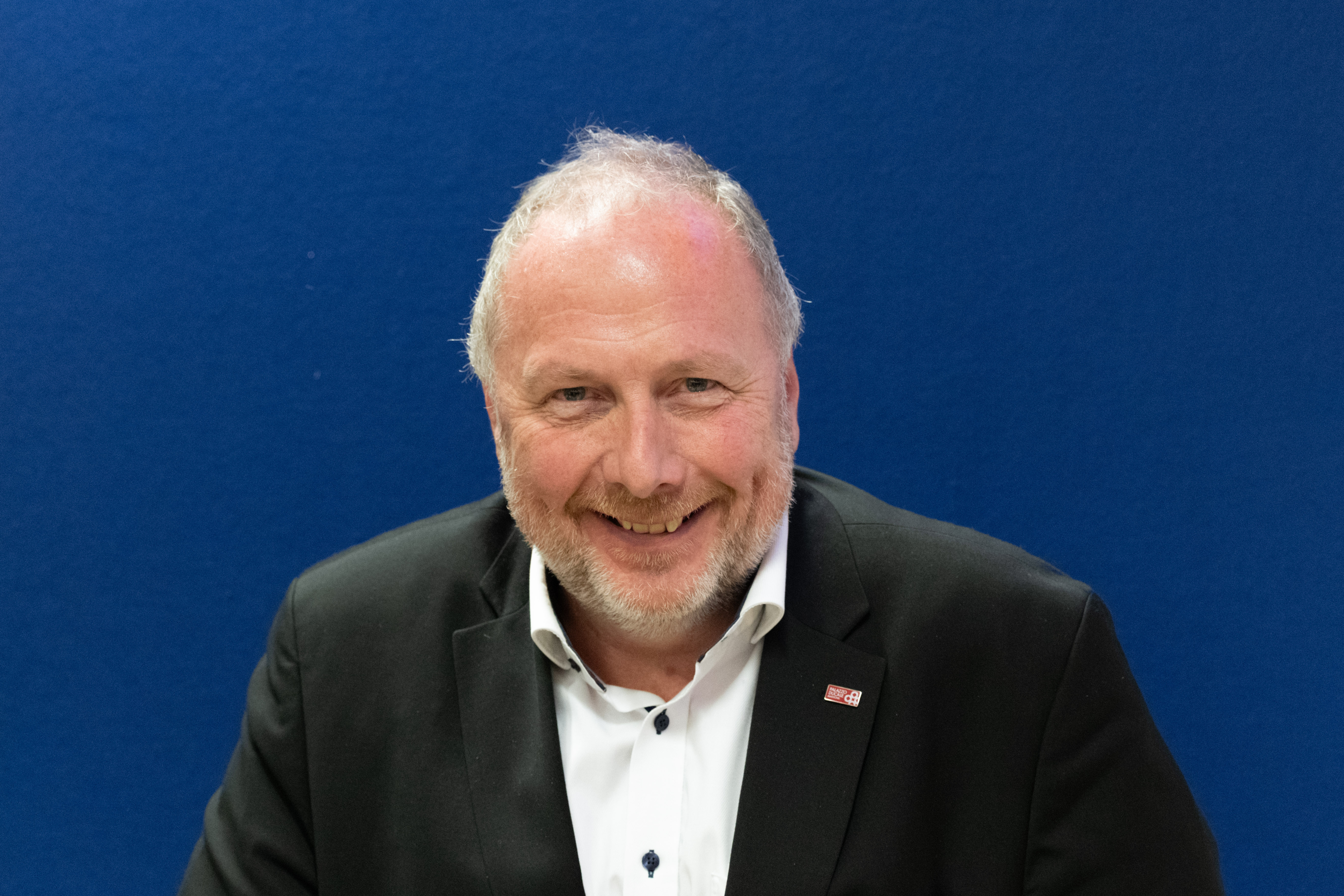
Peter Assmann (2024)

Peter Assmann (* 28. August 1963 in Zams) ist ein österreichischer Kunsthistoriker, Museumsleiter, Schriftsteller und bildender Künstler.

## Leben
Peter Assmann studierte an der Universität Innsbruck Kunstgeschichte, Geschichte und Germanistik. 1990 wurde er mit einer Dissertation über die Freskoausstattung des Klosters Santa Maria Novella promoviert. Er war Direktor der Oberösterreichischen Landesmuseen, die er zum 31. März 2013 aufgrund umfangreicher Veränderungen in der Organisationsstruktur verließ. 2013 bis 2014 war er Direktor des Museum Angerlehner in Thalheim bei Wels.
Seit 1995 ist Assmann auch literarisch tätig. Als bildender Künstler war er Gründungsmitglied der Künstlergruppen c/o: K – Institut für Kunstinitiativen und Sinnenbrand, weiters ist er Künstlermitglied des Wiener Künstlerhauses, der Welser Künstlergilde und der IG Bildende Kunst.
Von 2002 bis 2012 war er Präsident des Museumsbundes Österreich, außerdem von 2009 bis 2014 Vorstandsmitglied des Network of European Museum Organisations (NEMO). Weiters engagierte sich Assmann als Vorstandsmitglied der NGO SOS-Menschenrechte Österreich, die insbesondere im Bereich der Flüchtlingshilfe tätig ist.
Im Jahre 2015 wurde er zum Direktor des Museums vom Palazzo Ducale in Mantua ernannt. Wegen eines Formfehlers im Berufungsverfahren verlor er im Frühjahr 2017 die Stelle in einem Verwaltungsgerichtsverfahren, wurde jedoch vom italienischen Staatsrat in seiner Funktion bestätigt und war ab 16. Juni 2017 wieder im Amt. Die Verwaltungsgerichtsklage gegen die internationale Ausschreibung der Direktorenstelle in Mantua (sowie weiterer 19 Museumsdirektorenstellen) wurde 2018 letztinstanzlich vom Consiglio di Stato abschlägig beschieden.
Am 1. November 2019 übernahm Peter Assmann die Geschäftsführung der Tiroler Landesmuseen Betriebsgesellschaft. Der Vertrag wurde auf Wunsch von Assmann vorzeitig per 31. Dezember 2022 aufgelöst.

## Schriften
- Orte, dabei, Arovell Verlag, Gosau 2011
- Karl Hauk, Bibliothek der Provinz, Weitra 2008
- Der Maler Aloys Wach, G.-M. Bock, Frankfurt am Main 2007
- Bereits Bemerktes, Arovell Verlag, Gosau 2006
- Obsessions, Bibliothek der Provinz, Weitra 2006
- und Erotisches, Arovell Verlag, Wien-Gosau 2018